# Gaspare Gorresio
Gaspare Gorresio (Bagnasco, 20 luglio 1808 – Torino, 20 maggio 1891) è stato un glottologo e politico italiano.

## Biografia
Fu senatore del Regno d'Italia nella XIII legislatura, membro dell'istituto di Francia, dell'accademia delle Scienze di Torino.
Docente di Sanscrito e linguistica indo-germanica all'Università di Torino, diresse la Biblioteca Nazionale Universitaria del capoluogo piemontese.
È considerato il fondatore della scuola torinese di indologia, affermatasi nella seconda metà dell'Ottocento.
Il 7 luglio 1877 entrò a far parte dell'Accademia Nazionale dei Lincei come Socio nazionale per la Classe di scienze morali nella I Categoria (Filologia).